# Nepenthes benstonei
Nepenthes benstonei /n[invalid input: 'ɨ']ˈpɛnθiːz bɛnˈstoʊni.aɪ/ là một loài nắp ấm đặc hữu của bán đảo Malaysia, nơi nó phát triển ở độ cao 150–1350 m trên mực nước biển. Tên loài benstonei dùng để ghi danh nhà thực vật học Benjamin Clemens Stone, một trong những người đầu tiên để thu thập loài này.